# Jiro Miyake
Jirō Miyake (en japonès: 三宅 二郎, Miyake Jirō; Imperi Japonès, 1901 o 1902 - 30 de novembre de 1984) és un exfutbolista japonès.

## Selecció japonesa
Jirō Miyake va disputar 2 partits amb la selecció japonesa.